# Jurij Ustynow
Jurij Stepanowycz Ustynow, ukr. Юрій Степанович Устинов, ros. Юрий Степанович Устинов, Jurij Stiepanowicz Ustinow (ur. 14 marca 1958, Ukraińska SRR, zm. 3 kwietnia 2011 w Krzywym Rogu, Ukraina) – ukraiński piłkarz, grający na pozycji pomocnika lub napastnika, trener piłkarski.

## Kariera piłkarska
W 1977 rozpoczął karierę piłkarską w drużynie rezerw Krywbasa Krzywy Róg. W 1979 został piłkarzem SKA Odessa, gdzie został skierowany do służby wojskowej. Po zwolnieniu z wojska w 1981 powrócił do Krywbasa Krzywy Róg. W 1984 przeszedł do Podilla Chmielnicki. W 1986 został zaproszony do Krylii Sowietow Kujbyszew. W 1986 bronił barw Awanharda Równe, a potem ponownie wrócił do Krywbasa Krzywy Róg. Latem 1989 przeszedł do Krystał Chersoń. Potem występował w klubach Meliorator Kachowka, Kołos Osokoriwka, Kauczuk Sterlitamak i Bugeac Komrat. W I mistrzostwach niepodległej Ukrainy debiutował w składzie Andezytu Chust. We wrześniu 1993 dołączył do Budiwelnyka Krzywy Róg, w którym zakończył karierę piłkarza jesienią następnego roku.

## Kariera trenerska
Po zakończeniu kariery piłkarza rozpoczął pracę szkoleniowca. Po dymisji Mychajła Pałamarczuka od 10 kwietnia do 3 lipca 1995 prowadził Sirius Krzywy Róg. Potem pracował w Szkole Sportowej Krywbas Krzywy Róg.
3 kwietnia 2011 zmarł w Krzywym Rogu w wieku 53 lat.

## Sukcesy i odznaczenia

### Sukcesy piłkarskie
Krywbas Krzywy Róg
- mistrz Ukraińskiej SRR: 1981